# ロバート・タッカー (調教師)
ロバート・タッカー（英: Robert Tucker、1857年3月24日 - 1910年3月24日
）は、サラブレッド競走馬の調教師。サミュエル・S・ブラウンの牡馬のAgileとともに勝利した第31回ケンタッキーダービー及びテネシーダービーで知られる。AccountantやBroomstick、St. Maximなどを調教した。
他のクライアントに、フライシュマンズ・イーストの創立者であるチャールズ・ルイス・フライシュマンがいた。
53歳の誕生日に心不全で亡くなった。セント・ルイ墓地に埋葬された。